# Ботошанский, Яков Абрамович
Я́нкев Ботоша́нский (идиш יעקבֿ באָטאָשאַנסקי‎; также под псевдонимами: Яаков бен Авроһом, Янкэлэ Гуйбалес, Шимэлэ Сорокер, Яша Мончи, Ханэ Левин и другими; 6 августа 1895, Новая Килия, Измаильский уезд, Бессарабская губерния — 26 октября 1964, Йоханнесбург, ЮАР) — еврейский писатель, журналист, драматург, театральный постановщик. Писал на идише.

## Биография

### Ранние годы
Янкев Ботошанский родился в приграничном местечке Новая Килия Измаильского уезда Бессарабской губернии (сейчас районный центр в Одесской области Украины), расположенном на левом берегу Килийского рукава Дуная на самой границе с Аккерманским уездом. По некоторым данным, Ботошанский родился в деревне Чичма того же Измаильского уезда (теперь Струмок Татарбунарского района Одесской области), на дунайском лимане, но вырос в Килие. Получил традиционное религиозное образование, учился в хедере, русской гимназии, ешиве в Кишинёве, затем в Одессе. Начал писать на русском языке в Одессе, дебютировал на идише там же в 1912 году серией рассказов и путевых заметок в газете «Гут Моргн» (Доброе утро).

### В Румынии и Аргентине
С 1914 года — в Бухаресте, где в последующие 9 лет вместе с Янкев Штернбергом был в центре культурно-театральной еврейской жизни города. Входил в группу литераторов, объединившихся вокруг ясского журнала «Лихт» (Свет), издаваемого поэтом Янкев Гропером.
В 1917-18 годах вместе с Штернбергом написал 9 музыкальных пьес малого жанра, т.н. «ревистэс», которые были ими же поставлены в специально созданной для этого труппе-ревю и имели необычайный успех. Все пьесы представляли собой музыкальные комедии с элементами гротеска — «Цимес» (Цимес — традиционное овощное рагу), «Букарэшт-Ерушолаим» (Бухарест-Иерусалим), «Мыцкедрынэм» (Внезапно), «Гринэ Блэтэр» (Зелёные листья), «Кукурику» (Кукареку), «Шолэм-Алэйхем» (Здравствуйте), «Эршелэ Острополер» (Эрш из Острополя), «Дэр Ирид Афн Дах» (Ярмарка на крыше) и «Рожинкес Мит Мандлен» (Изюм с миндалем). В 1920 году совместно с Штернбергом (и при участии Э. Штейнбарга) редактировал журнал «Дэр Вэкер» (Будильник) — кратковременный орган еврейской секции Румынской социалистической партии.
Много путешествовал, в 1923 году впервые посетил Буэнос-Айрес, вернулся в Румынию в 1925 году, а ещё через год насовсем поселился в Буэнос-Айресе, где стал редактором главной ежедневной аргентинской газеты на идише «Ди Пресэ» (Пресса), которую редактировал практически до конца жизни. Был также редактором других периодических изданий Буэнос-Айреса, включая «Уфганг» (Восход) и «Дорэм-Америке» (Южная Америка). С 1951 года — председатель союза еврейских литераторов Аргентины им. Номберга (Soc. de Escritores Judios H.D. Nomberg en Buenos Aires). Умер во время выступлений с циклом литературных лекций и семинаров в Южно-Африканской Республике.
Был женат на актрисе и антрепренёре Мириам Лерер, чья сестра, Шифра Лерер (Шифре Лерер, род. 1914, Ла Пампа, Аргентина) — известная нью-йоркская актриса еврейского театра на идише (её первый муж — еврейский актёр и певец Бенцион Витлер, 1907—1961; второй — актёр Михл Михалович, 1920—1987).

### Творческая деятельность
Янкев Ботошанский написал множество книг — прозы, публицистики, мемуаров, драматургии; составитель антологии еврейской литературы Аргентины (Antologia de la Literatura Idish en Argentina, 1944) и один из основных авторов монументального «Лексикона Новой Еврейской Литературы» (Лексикон Фун Дэр Найер Идишер Литератур); переводил на идиш произведения русской литературы, в том числе роман Бориса Пастернака «Доктор Живаго» (1959); вместе с И. Янасовичем составил «Книгу Памяти волынского местечка Ратно» (Изкэр-Бух Ратнэ, 1954). Занимался также театральной режиссурой. В июле 1926 года вызвал фурор в местной театральной среде Буэнос-Айреса своей постановкой и публикацией пьесы Лейба Малэха «Ибергус» (Переплавка) на табуированную в то время тему проституции и торговли живым товаром. В результате, пьеса (и тема) приобрела широкую известность, с последующими постановками в Париже, Нью-Йорке и других городах. Впоследствии Ботошанский основал собственное издательство «Я. Ботошанский», где издавал произведения еврейских литераторов Аргентины.